# FC Vorskla Poltava
FC Vorskla Poltava (Ucraineană: ФК «Ворскла» Полтава) este o echipă de fotbal care joacă în Premier Liha și reprezintă orașul Poltava.
Clubul a fost fondat în data de 5 ianuarie 1955. A debutat în Liga Superioară în 1996. În 1997 a câștigat medalia de bronz în campionatul Ucrainei; este câștigătoarea cupei Ucrainei 2009.

### Jucători 2011-2012
| Nr. |         | Poziție | Jucător                    |
| --- | ------- | ------- | -------------------------- |
| 1   | Ucraina | P       | Serhiy Dolhansky (căpitan) |
| 2   | Ucraina | F       | Oleksandr Matviyiv         |
| 3   | Ucraina | F       | Serhiy Vovkodav            |
| 4   | Albania | F       | Armend Dallku              |
| 5   | Ucraina | M       | Oleh Krasnoperov           |
| 7   | Rusia   | M       | Dmytro Yesin               |
| 9   | Ucraina | A       | Roman Bezus                |
| 10  | Serbia  | M       | Jovan Markoski             |
| 11  | Ucraina | M       | Ivan Kryvosheyenko         |
| 12  | Ucraina | P       | Serhiy Velychko            |
| 13  | Ucraina | F       | Yevhen Pyeskov             |
| 14  | Belarus | A       | Dzmitry Asipenka           |
| 17  | Ucraina | A       | Vasyl Sachko               |

| Nr. |         | Poziție | Jucător                                 |
| --- | ------- | ------- | --------------------------------------- |
| 18  | Ucraina | A       | Oleksiy Chychykov                       |
| 19  | Ucraina | M       | Artem Hromov                            |
| 20  | Ucraina | M       | Serhiy Zakarlyuka                       |
| 21  | Ucraina | P       | Maksym Lavrenyuk                        |
| 24  | Ucraina | A       | Oleh Barannik                           |
| 27  | Albania | A       | Ahmed Januzi                            |
| 33  | Ucraina | F       | Yevhen Selin                            |
| 34  | Ucraina | F       | Yevhen Tkachuk                          |
| 35  | Ucraina | F       | Pavlo Leshko                            |
| 48  | Ucraina | F       | Volodymyr Chesnakov                     |
| 77  | Ucraina | M       | Andriy Oberemko                         |
| 78  | Ucraina | F       | Oleksiy Kurylov (on loan from Metalist) |
| 82  | Ucraina | M       | Pavlo Rebenok                           |

### Palmares european
- Q = Calificare

Cupa UEFA/UEFA Europa League
| Sezon   | Roundă        | Adversar         | Acasă | Deplasare | Scor final |
| ------- | ------------- | ---------------- | ----- | --------- | ---------- |
| 1997–98 | Q1            | Daugava Riga     | 2–1   | 3–1       | 5–2        |
| 1997–98 | Q2            | Anderlecht       | 0–2   | 0–2       | 0–4        |
| 2000–01 | Q1            | FK Rabotnički    | 2–0   | 2–0       | 4–0        |
| 2000–01 | 1             | Boavista         | 1–2   | 1–2       | 2–4        |
| 2009–10 | Play-off      | Benfica          | 2–1   | 0–4       | 2–5        |
| 2011–12 | A doua rundă  | Glentoran FC     | 3–0   | 2–0       | 5–0        |
| 2011–12 | A treia rundă | Sligo Rovers FC  | 0-0   | 2-0       | 2-0        |
| 2011–12 | Play-off      | Dinamo București | 2-1   | 3-2       | 5-3        |